# エリオクロムブラックT
エリオクロムブラックT（Eriochrome Black T）は、金属指示薬であり、アゾ染料の一種。
EBTもしくはBTと略されることが多い。水やアルコールに溶けやすいが、溶液は不安定である。
水の硬度測定等に用いられる。pH7-11で青色を呈するが、カルシウムイオンやマグネシウムイオン等の金属イオンと錯形成することで、赤色を呈する。
また、pH6以下では赤色の沈澱を生じ、pH11以上ではオレンジ色になる。
エリオクロムブラックTは羊毛の染色に用いられる。酸性浴では赤みの黒になり、後媒染で青黒色に変えることができる。